# 11×42 R Werndl
11×42 R Werndl (tudi 11x41 R Werndl ali 11 mm Werndl M.67) je puškovni naboj, ki se je uporabljal v puškah Werndl M.67 in M.73. Leta 1877 ga je zamenjal močnejši naboj 11x58 R Werndl.